# Thomas Smuszynski
Thomas "Bodo" Smuszynski (Alemanha, 27 de julho de 1963) é um baixista profissional, famoso por tocar na banda Running Wild de 1994 até 2000. Depois da turnê de divulgação do álbum Victory, deixou a banda pois seu relacionamento já estava muito desgastado e isso gerava algumas brigas internas. Mesmo assim destaca-se por ser um dos membros que ficou mais tempo no Running Wild. Atualmente toca no Bourbon Street e Kathy Hawk.

## vida
Thomas Smuszynski iniciou sua carreira musical após a formatura e seu serviço militar, com a banda de metal de Dortmund Darxon, onde começou em 1986 e com quem ele conseguiu gravar o segundo álbum No Thrills. Ele então mudou para U.D.O., a banda de Udo Dirkschneider. Lá, ele gravou três álbuns. Ele também foi um membro fundador do primeiro elenco da Axel Rudi Pell. Ele então tocou de 1992 a 2000 em Running Wild. Depois de sair, ele se aposentou do negócio profissional da música. Ele permaneceu musicalmente ativo na Coverbanda de Bourbon Street, que toca principalmente em torno reuniões de roqueiros.

## Discografia parcial

### Darxon
- No Thrills (1987)

### U.D.O.
- Mean Machine (1989)
- Faceless World (1990)
- Timebomb (1991)

### Running Wild
- Pile Of Skulls (1992)
- Black Han Inn (1994)
- Masquerade (1995)
- The Rivalry (1998)
- Victory (2000)